# Angkor Vat

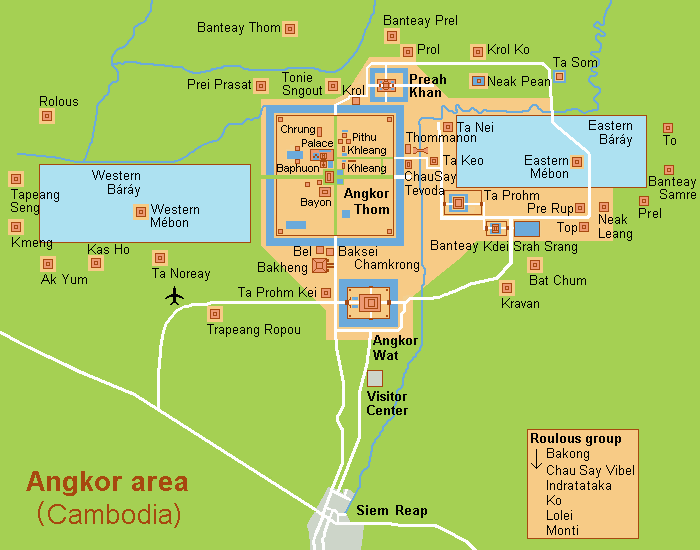
Karta över de olika delarna i ruinstaden Angkor.

Angkor Vat eller Angkor Wat (khmer: ប្រាសាទអង្គរវត្ត; Prasat Angkor Vat, 'Stadstemplet') är det mest berömda templet i ruinstaden Angkor i norra Kambodja. Det blev 1992, tillsammans med övriga delar av Angkor, upptaget på Unescos lista över världsarv.

## Utformning
Templet är, åtminstone i dess synliga delar, konstruerat i sandsten. Den yttre muren samt strukturdelar under jord är dock byggda av lateritjord. Det finns flera teorier kring vad som använts för att hålla samman sandstensblocken och bland annat nämns kåda och släckt kalk.
Angkor Vat är, till skillnad från andra Angkor-tempel, vänt åt väster, en orientering som förknippas med döden. Många arkeologer trodde därför att templets syfte var som kungligt mausoleum. Numera anses dock att riktningen åt väster kommer sig av templets helgande åt guden Vishnu, som kopplas samman med detta väderstreck. Angkor Vat beskrivs ibland som världens största religiösa monument.
Modern laserteknik har upptäckt ett antal husgrunder under marken nära den västra ingången till tempelområdet. Funktionen hos dessa återfunna byggnader har ännu inte klargjorts.

### Vallgrav och mur
En vallgrav och en yttre mur omsluter tempelområdet. Vallgraven har angivits som orsak till att djungelvegetationen inte helt tog över templet under de sekler som det var övergivet av människor.
Angkor Vats yttre mur är 1024 gånger 802 meter lång med en höjd på 4,5 meter. Den löper 30 meter innanför vallgraven.

### Huvudbyggnaden
Huvudbyggnaden består av gallerier med stenreliefer som omsluter inre gårdar med bassänger (dock ej vattenfyllda) och den centrala byggnaden på vilken de fem tornen står. Huvudentrén är från väster och dit kommer besökaren via en lång bro över vallgraven till huvudporten i yttre muren.
Angkor Vat föreställer det hinduiska universumet, med de centrala tornen representerande det heliga berget Meru, de yttre murarna bergen som omger världen och vallgraven oceanerna där bortom.
Den utmejslade arkitekturen innehåller många försänkta reliefer. Där finns bland annat avsnitt ur hinduiska berättelser som Ramayana och Mahabharata. En av de mest välkända relieferna i templet, Kärnandet av mjölkoceanen, har Vishnu i mitten, med hans inkarnation sköldpaddan Kurma inunder. På båda sidor om Vishnu framställs 92 demoner och 88 gudomar, medan Vishnu ovanför sig har nymfer och den krigiska guden Indra.
Den enda historiska scenen som avbildats i templet återfinns på det södra galleriets väggar, där kung Suryavarman II:s processionståg visas.
Angkor Vat beskrivs ibland som världens största religiösa monument.

### Lista över gallerier
Angkor Vat innehåller ett antal olika tempelgallerier, med olika scenerier utförda i försänkt relief. Dessa är:
- Västra galleriet – Kurukshetra-slaget (ur Mahabharata)
- Hörnpaviljongen (åt sydväst)
  - Östra, södra och östra sidorna – olika scener ur Ramayana (inklusive Kärnandet av mjölkoceanen)
- Södra (historiska) galleriet – kung Suryavarman II:s armé, Yamas dom samt Himmelen och helvetet
- Norra galleriet – Krishnas seger över demonkungen Bana, slaget mellan gudar och demoner
- Hörnpaviljongen (åt nordväst)
  - Östra, västra, södra och östra sidorna – olika scener ur Ramayana, med Rama, Kasmana, Sita, Hanuman med flera
- Västra galleriet – slaget om Lanka

## Historik
Tempelkomplexet Angkor, av vilket Angkor Vat utgör en del, uppfördes av kung Suryavarman II (1113–1150) som en hinduistisk helgedom tillägnad guden Vishnu. Andra årtal som nämns för byggandet av just Angkor Vat är 802 till 1220.
Under 1300- eller 1400-talet omvandlades Angkor Vat till en theravadabuddhistisk helgedom. Angkor i sin helhet övergavs under 1500-talet, efter att Champa-riket redan 1431 erövrat staden och området. Angkor Vat fortsatte dock att besökas av buddhistmunkar, och efter att myter spriddes om att gudarna själva byggt templen blev Angkor ett asiatiskt pilgrimsmål. Ryktena om ruinstaden i djungeln spreds även till Europa, vilket ledde till att fransmannen Henri Mouhot år 1860 presenterade Angkor för en europeisk publik. Mouhot trodde dock inte att khmerererna kunde ha byggt Angkor (Vat), så han daterade templet till tiden för Roms grundande.
Som mest kan upp till en miljon människor ha bott i Angkor .

### Senare historik
I början av 1900-talet inleddes restaureringsarbeten av templet och staden, arbeten som pågår ännu under 2000-talet.
Hela Angkor upptogs på Unescos världsarvslista 1992.
År 2012 beslutades att en replika av byggnaden, tillägnad Vishnu, skall uppföras i Bihar i Indien. Bygget beräknas ta tio år.

## Angkor Vat i kulturen
Angkor Vat används ofta som symbol för Kambodja eller kambodjansk kultur. Templet är sedan 1863 avbildat på den kambodjanska flaggan i mitten av ett rött fält. Fälten ovan och under är mörkblå. På flaggan är templet helt vitt. Flaggans utformning har sedan 1863 förändrats flera gånger, men Angkor Vat har hela tiden funnits med.
Templet har figurerat i flera långfilmsproduktioner, inklusive 1965 års Lord Jim med Peter O'Toole. Däremot var det granntemplet i staden Angkor Ta Prohm som fungerade som spelplats i filmen Tomb Raider. Det senare templet blev därefter känt i lokal folkmun som "Angelina Jolie-templet".